# ドラル
ドラル（Doral）は、アメリカ合衆国フロリダ州のマイアミ・デイド郡にある都市。人口は7万5874人（2020年）。マイアミの西20キロメートルに位置しており、マイアミ都市圏に含まれる。

## 概要
以前は国勢調査指定地域（CDP）であり、標高の低い湿地が広がっていた。開発が初まったのは1950年代後半で、ゴルフ場を核としたリゾート都市が計画された。都市の名称は計画を推進した投資家夫婦「ドリス」と「アル」から来ている。ゴルフ・リゾートは1962年にオープンした。面積は320ヘクタールで、4つのゴルフコース、700室のホテル、会議場、宴会場を備えた。所有者は数回変更しており、2012年以降はドナルド・トランプが所有している。
マイアミ国際空港に近いという特性から1980年代以降は観光業、物流業の事業所開設が活発化した。このため人口が急増し、自治体設立の機運が高まった。住民投票の結果、法人化が決定し、2003年「ドラル市」が誕生した。2020年の国勢調査によると住民はヒスパニックの比率が高く人口の8割を占める 。